# Single (canção)
"Single" é uma canção da cantora britânica Natasha Bedingfield, gravada para o seu álbum de estreia Unwritten. Foi escrita pela própria, com auxílio na composição por Steve Kipner, Andrew Frampton, Wayne Wilkins, sendo que os três também trabalharam na produção da faixa. O seu lançamento ocorreu a 1 de Maio de 2004 como primeiro single do projecto e da artista, tornando-se na sua primeira música a entrar nas tabelas musicais.

## Desempenho nas tabelas musicais

### Posições
| Tabela musical (2004)          | Melhor posição |
| ------------------------------ | -------------- |
| Austrália - ARIA Singles Chart | 78             |
| Reino Unido - UK Singles Chart | 3              |